# Oberea abdominalis
Oberea abdominalis là một loài bọ cánh cứng trong họ Cerambycidae.